# Trifolieae
Tribu
Synonymes
- Ononideae Hutch.[2]
- Trigonelleae O.E. Schulz[2]

Les Trifolieae sont une tribu de plantes à fleurs dicotylédones de la famille des Fabaceae, sous-famille des Faboideae, originaire d'Eurasie, qui comprend six genres regroupant environ 485 espèces. 
Cette tribu appartient au clade IRLC (inverted repeat-lacking clade), caractérisé par la perte d'une répétition inversée de 25 kb dans le génome des chloroplastes.
Toutes les espèces de cette tribu présentent des feuilles trifoliolées.

## Liste des genres
Selon BioLib (14 juillet 2018) :
- Medicago L.
- Melilotus Mill.
- Ononis L.
- Parochetus Buch.-Ham. ex D. Don
- Trifolium L.
- Trigonella L.